# Arnold (film)
Hej Arnold! - film (ang. Hey Arnold!: The Movie, 2002) – amerykański pełnometrażowy film animowany, wyprodukowany przez Nickelodeon. 

## Opis fabuły
Arnold mieszka w wielkim mieście. Wszyscy jego sąsiedzi są jednak tak bardzo ze sobą zżyci, że wydawać by się mogło, że mieszkają w małym spokojnym miasteczku. Kiedy Potężny przedsiębiorca Mr. Scheck chce spowodować bankructwo wszystkich sklepów i przejąć domy w sąsiedztwie Arnolda tylko po to, aby wybudować tam ogromny deptak i wprowadzić w życie swoje pomysły kosztem innych ludzi, ich spokojna dzielnica zmienia się w wielkie mrowisko. Ale Arnold z pomocą superbohatera i tajemniczego nieznajomego o "tubalnym" głosie, oraz swojego kumpla Geralda postanawia do tego nie dopuścić.

## Obsada[1]
- Tress MacNeille jako babcia Gertire 'Pookie'
- Paul Sorvino jako Scheck
- Jennifer Jason Leigh jako Bridget
- Christopher Lloyd jako Coroner
- Vincent Schiavelli jako Mr Bailey
- Maurice LaMarche jako "Big" Bob Pataki
- Bobby Edner jako Jay

i inni. 